# Sokar

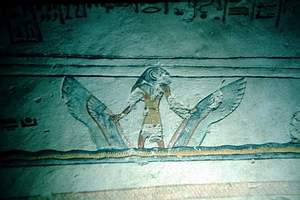
Sokar, mormântul lui Ramses VII

Sokar (Sokaris, Soker) este zeul egiptean al întunericului și descompunerii din pământ, sol al morții și paznic al căilor infernale, dar regatul lui cuprindea și deșertul de nisip de unde se intra în lumea subterană. Sanctuarul său se numea Ro-Setau (Poarta Drumurilor), zeul stând la intrarea in regatul său anume spre a se hrăni cu inimile morților. În Regatul Vechi, constituia cu Osiris și Ptah o triadă, dar și o singură divinitate contopită într-un pigmeu cu membru scurte și groase, cu capul mare pleșuv împodobit cu pene și coarne. Era reprezentat și ca uliu sau ca mumie umană cu cap de uliu.